# Тубре
Тубре (итал. Tubre, нем. Taufers im Münstertal) — коммуна в Италии, располагается в регионе Трентино — Альто-Адидже, в провинции Больцано.
Население составляет 981 человек (2008 г.), плотность населения составляет 22 чел./км². Занимает площадь 45 км². Почтовый индекс — 39020. Телефонный код — 0473.
Покровителем коммуны почитается священномученик Власий Севастийский, празднование 3 февраля.

## Демография
Динамика населения:

## Администрация коммуны
- Официальный сайт: http://www.comune.tubre.bz.it